# Xanthoxena imitans
Xanthoxena imitans är en fjärilsart som beskrevs av W. Warren 1900. Xanthoxena imitans ingår i släktet Xanthoxena och familjen mätare. Inga underarter finns listade i Catalogue of Life.